# Hercodera
Hercodera är ett släkte av skalbaggar. Hercodera ingår i familjen långhorningar.
Kladogram enligt Catalogue of Life:
| Hercodera | \| \| Hercodera angolana \| \| \| \| \| \| Hercodera ivorensis \| \| \| \| |
|           | \| \| Hercodera angolana \| \| \| \| \| \| Hercodera ivorensis \| \| \| \| |
|           | Hercodera angolana                                                         |
|           |                                                                            |
|           | Hercodera ivorensis                                                        |
|           |                                                                            |